# Белый Бим Чёрное ухо (фильм)
«Бе́лый Бим Чёрное у́хо» — советский двухсерийный художественный фильм 1977 года. Восьмой фильм Станислава Ростоцкого, экранизация одноимённой повести Гавриила Троепольского.
Это слово к маленьким людям, которые будут потом взрослыми, слово к взрослым, которые не забыли, что были когда-то детьми.
Шестая совместная работа Ростоцкого и актёра Вячеслава Тихонова. Съёмки фильма проходили в Калуге. Во время первого проката фильм посмотрели более 20 миллионов зрителей. По Центральному телевидению фильм впервые был показан 26 (1 серия) и 27 (2 серия) августа 1980 года.
Фильм номинировался на кинопремию «Оскар» в 1979 году как лучший фильм на иностранном языке (премия досталась французскому фильму «Приготовьте ваши носовые платки»).
В 1978 году по опросу журнала «Советский экран» он был признан лучшим фильмом года. Работа Вячеслава Тихонова в этом фильме была удостоена Ленинской премии.

## Сюжет
История преданного хозяину пса, неожиданно попавшего в беду. Бим, наделённый с рождения белым окрасом, не соответствующим стандарту шотландских сеттеров, живёт в квартире вместе со своим хозяином, одиноким пенсионером Иваном Ивановичем. Хозяин, бывший журналист, участник и инвалид Великой Отечественной войны, а ныне весёлый охотник, любит свою собаку и систематически вывозит её на охоту в лес.
Неожиданно хозяину дал о себе знать осколок в сердце, его отвозят в Москву, а пёс поручается соседке, но по недосмотру выскакивает из квартиры в поисках хозяина и оказывается на улице. Путешествуя без надзора, Бим встречает множество людей — добрых и злых, старых и молодых, — все они описываются глазами собаки, сквозь призму её восприятия. Бим подвергается разному отношению, от жалости и попыток помочь до жестокости. Никому не удаётся приютить его у себя на постоянной основе. Почти уже дождавшись возвращения своего хозяина, Бим попадает в приют, став жертвой предательства и наговора со стороны соседки по подъезду, желающей избавиться от присутствия во дворе собаки. Его находят мёртвым.

## География съёмок
Съёмки фильма проходили в Калуге. В качестве заставки в фильме многократно показывают вид на кинотеатр «Космос» (снесён в 2006 году, находился у сквера Мира на месте арбитражного суда). Главный герой, Иван Иванович, живёт между центром и окраиной Калуги, неподалёку от берега Оки, в пятиэтажке, расположенной по адресу улица Плеханова, 94. Рядом с его домом располагается известный памятник архитектуры — каменные палаты Коробова, часто попадающие в кадр. Также можно узнать существующий до сих пор старинный кирпичный дом (улица Космонавта Комарова, 47). Возвращаясь из Москвы после операции, Иван Иванович приезжает на вокзал Калуга I. Финал фильма, где главный герой размышляет о проблеме надежды и «святой лжи», снят в Центральном парке рядом со Свято-Троицким собором.

## В ролях
- Вячеслав Тихонов — Иван Иванович, писатель, хозяин Бима
- Валентина Владимирова — тётка, злая соседка, мнимая укушенная
- Иван Рыжов — Пал Титыч (Павел Титыч Рыдаев), домоуправ
- Ирина Шевчук — Даша, студентка
- Василий Воробьёв — Толик
- Михаил Зимин — Семён Петрович, отец Толика
- Римма Мануковская — мать Толика
- Анна Рыбникова — Люся
- Мария Скворцова — Степановна, бабушка Люси
- Сергей Шевляков — Алёша
- Геннадий Кочкожаров — отец Алёши
- Раиса Рязанова — мать Алёши
- Михаил Дадыко — Серый, пенсионер, увлечённый коллекционированием собачьих ошейников
- Зоя Толбузина — жена Серого
- Анатолий Баранцев — Николай Егорович, ветеринар
- Георгий Светлани — фельдшер ветлечебницы
- Виталий Леонов — рыбак
- Любовь Соколова — стрелочница
- Алексей Чернов — Трофимыч, лесник
- Дмитрий Барков — Александр Петрович, врач-хирург, профессор
- Владимир Сергиенко — Клим, охотник
- Иван Жеваго — прохожий в шляпе
- Бронислава Захарова — медсестра
- Светлана Харитонова — Анна Павловна, учительница
- Галина Комарова — Анисья
- Алексей Миронов — муж Анисьи
- Татьяна Никитина — дежурный врач скорой помощи
- Фёдор Корчагин — продавец щенков
- Николай Погодин — водитель рейсового автобуса
- Андрей Мартынов — дежурный офицер в отделении милиции, старший лейтенант
- Владимир Разумовский — Костя
- Родион Александров — профессор-кинолог (нет в титрах)
- Александр Пашутин — судья с мегафоном на выставке собак (нет в титрах)
- Алла Захарова — член жюри на выставке собак (нет в титрах)
- Виталий Пономарёв — прохожий (нет в титрах)
- Вячеслав Цюпа — студент (нет в титрах)
- Борис Гитин — таксист (нет в титрах)
- Юрий Григорьев — милиционер (нет в титрах)
- Михаил Розанов — милиционер (нет в титрах)
- Манефа Соболевская — соседка (нет в титрах)
- Валерий Хромушкин — молодой собаколов (нет в титрах)
- Никита Астахов — водитель «Скорой помощи» (нет в титрах)
- Владимир Липпарт — дворник (нет в титрах)
- Иван Турченков — прохожий (нет в титрах)
- Николай Волков — машинист тепловоза (нет в титрах)
- Виктор Ремизов — Семён, проводник поезда дальнего следования (нет в титрах)
- Александр Парошин — студент (нет в титрах)
- Любовь Мышева — эпизод (нет в титрах)

Поскольку окрас Бима не соответствует окрасу его породы, в фильме в его роли снялся английский сеттер Стив (он же Стёпа) и его дублёр Денди.

## Съёмочная группа
- Автор сценария: Станислав Ростоцкий и Гавриил Троепольский
- Режиссёр: Станислав Ростоцкий
- Оператор: Вячеслав Шумский
- Художник: Сергей Серебреников
- Композитор: Андрей Петров
- Дирижёр: Владислав Чернушенко
- Звукоимитатор: Юрий Хржановский